# Nhân Duệ Vương hậu
Nhân Duệ Vương hậu Lý thị (인예왕후 이씨; 1031 ? – 1092), là con gái của Thái úy Lý Tử Uyên và Kê Lâm Quốc Đại phu nhân Kim thị. Bà là vị vương hậu thứ hai của vua Cao Ly Văn Tông.
Lý thị nhập cung cùng với 2 người em gái, sơ phong Diên Hòa Cung chủ (延德宮主). Năm Văn Tông thứ 6 (1052) được thăng vị Vương hậu. Dưới thời trị vì của con bà là Cao Ly Tuyên Tông, Lý Vương hậu được tôn làm Vương thái hậu. Năm 1092, thái hậu qua đời, được truy thụy là Nhân Duệ Thánh Thiện Hiếu Mục Vương thái hậu (仁睿聖善孝穆王太后), cho táng tại Đới lăng (戴陵).
Bà là mẹ của cả ba vua: Thuận Tông, Tuyên Tông và Túc Tông; là bà nội của Hiến Tông và Duệ Tông. Ngoài ra bà còn sinh hạ cho Văn Tông thêm 7 vương tử và 4 vương nữ khác. Hai người em gái của bà là Nhân Kính Hiền phi (인경현비) và Nhân Tiết Hiền phi (인절현비; ? – 1082) cũng là những phi tần của Văn Tông.

## Gia quyến
- Cha: Lý Tử Uyên.
- Mẹ: Kê Lâm Quốc Đại phu nhân.
- Chú: Lý Tử Tường. Con là Lý Dự, sinh ra Trinh Tín Hiền phi, là một cung phi của Cao Ly Tuyên Tông.

### Anh chị em
1. Lý Đĩnh
  1. Lý Tư Nghĩa, cùng với Hán Sơn hầu Vương Quân (con của Cao Ly Tuyên Tông) âm mưu phản nghịch, bị lưu đày tới Thanh Nguyên.
  2. Nguyên Tín Cung chủ, mẹ của Hán Sơn hầu, cũng bị đày tới Thanh Nguyên.
2. Lý Hiệt
3. Lý Thạc
  1. Tư Túc Vương hậu, nguyên phi của Cao Ly Tuyên Tông, mẹ của Cao Ly Hiến Tông.
4. Lý Ỷ
5. Thiều Hiển, xuất gia.
6. Lý Hạo
  1. Lý Tư Khiêm
    1. Thuần Đức Vương hậu, nguyên phi của Cao Ly Duệ Tông, mẹ của Cao Ly Nhân Tông.
    2. Có hai người con gái là thứ phi của Nhân Tông, bị phế.

  2. Trường Khanh Cung chủ, thứ phi của Cao Ly Thuận Tông, tư thông với lính hầu nên bị phế.
7. Lý Chuyên
8. Lý Nhan
9. Nhân Kính Hiền phi, cung phi của Cao Ly Văn Tông.
10. Nhân Tiết Hiền phi, cung phi của Cao Ly Văn Tông.

### Hậu duệ
1. Cao Ly Thuận Tông Vương Huân (고려 순종 왕훈; 1047 – 1083).
2. Cao Ly Tuyên Tông Vương Vận (고려 선종 왕운; 1049 – 1094).
3. Cao Ly Túc Tông Vương Ngung (고려 숙종 왕옹; 1054 – 1105).
4. Đại Giáo Quốc Sư Vương Hú (대각국사 의천; 1055 – 1101), xuất gia, hiệu là Nghĩa Thiên (義天; 의천). Ông là người khai sáng trường phái Phật giáo Thiên Đài Tông.
5. Thường An công Vương Tú (상안공 왕수; ? – 1095), sơ phong Bình Nhưỡng hầu (平壤侯; 평양후).
6. Đạo Sinh Tăng Thống Vương Sanh (도생승통 왕탱; ? – 1112), xuất gia.
7. Kim Quan hầu Vương Bỉ (금관후 왕비; ? – 1092). Không con.
8. Biện Hàn hầu Vương Âm (변한후 왕음; ? – 1086). Không con.
9. Lạc Lãng hầu Vương Thầm (낙랑후 왕침; ? – 1083). Không con.
10. Thông Huệ Thủ Tòa Vương Cảnh (총혜수좌 왕경), xuất gia.
11. Tích Khánh Cung chúa (적경궁주; ? – 1113), lấy anh/em cùng cha là Phù Dư công Vương Toại.
12. Bảo Ninh Cung chúa (보령궁주; ? – 1113), lấy em họ là Lạc Lãng hầu Vương Anh.
13. 2 công chúa chết sớm.